# Фистула и циста испред шкољке ува
Фистула и циста испред шкољке ува су аномалије спољашњег ува које се карактеришу фистулозним каналом различите дужине и отвором најчешће у пределу ушне шкољке.  Канали фистула у појединим случајевима могу бити дубоки неколико сантиметара или се слепо завршавају.

## Ембрионални развој ушне шкољке и микротија
Развој спољашњег ува почиње на почетку другог месеца феталног живота, када се у најпроксималнијем делу појављују прве шкржне бразде - мале крвжице (лат. coliculi auriculares), од којих се три налазе на мандибуларном, а три на хиодином луку. Оне расту неједнаком брзином, неке остају готово непромењене, као нпр. оне из којих се развијају трагус, антитрагус, и лобулус ушне шкољке, а друге расту у дебљину и ширину, стварајући наборе ушне шкољке.  
Због недовољног раста или неправилног и непотпуног срастања појединих поменутих квржица могу настати разни деформитети спољашњег ува, међу којима су и фистуле и цисте испред шкољке ува.

## Епидемиологија
Учесталост фистула и циста испред шкољке ува разликује се на глобалном нивоу у зависности од популације: 
- 0,1–0,9% у САД,
- 0,9% у Великој Британији,
- 4–10% у Азији и неким деловима Африке.[2]

Наследни облици фистула и циста испред шкољке ува, најчешће се јављују једнострано, док се обострано могу јавити у 25–50% случајева.

## Етиопатогенеза
Настају због малформација првог бранхијалног усека услед поремећаја спајања квржица ушне шкољке или шкржних лукова, на месту где хеликс понире у кожу лица. Карактеришу се фистулозним каналом различите дужине и отвором најчешће у пределу ушне шкољке.  Канали фистула у појединим случајевима могу бити дубоки неколико сантиметара или се слепо завршавају.
Ове аномалије понекад влаже, и изазивају екцеметозне промене на околној кожи или апсцедирају (загнојавају). 
Облици
Фистула и циста испред шкољке ува (лат. Fistula et cystis praeauricularis) може се јавити у следећа три облика, као:
- Вратноушна фистула (лат. Fistula cervicoauricularis)
- Урођена фистула ушне шкољке (лат. Fistula auriculae congenita)
- Претрагусна фистула и циста (лат. Fistula et cystis praetragalis).[6]

## Терапија
Терапија фистула и циста испред шкољке ува обично обухвата следеће мере и поступке:
- Повремено испирање гноја, како би се уклонио непријатан мирис
- Антибиотици када дође до инфекције  фистуле или цисте
- Хируршка ексцизија је индицирана код периодичних фистуларних инфекција, а изводи се тек након значајног санирања инфекције. У случају трајне инфекције, током операције ексцизије се врше у циљу дренаже.
- Фистула се може уклонити и као козметичка операција уколико је без знакова инфекција. Поступак се сматра методом избора у одсуству било каквих придружених компликација.[7]